# Distrikt Santa Cruz de Cocachacra
Der Distrikt Santa Cruz de Cocachacra liegt in der Provinz Huarochirí in der Region Lima im zentralen Westen von Peru. Der Distrikt wurde am 29. Oktober 1959 gegründet. Er besitzt eine Fläche von 33,3 km². Beim Zensus 2017 wurden 2745 Einwohner gezählt. Im Jahr 1993 lag die Einwohnerzahl bei 2111, im Jahr 2007 bei 2302. Sitz der Distriktverwaltung ist die 1426 m hoch gelegene Ortschaft Cocachacra mit 919 Einwohnern (Stand 2017). Cocachacra befindet sich 18 km westsüdwestlich der Provinzhauptstadt Matucana.

## Geographische Lage
Der Distrikt Santa Cruz de Cocachacra befindet sich in der peruanischen Westkordillere im zentralen Westen der Provinz Huarochirí. Der Río Rímac durchquert den Distrikt in westlicher Richtung.
Der Distrikt Santa Cruz de Cocachacra grenzt im Südwesten an den Distrikt Antioquía, im Westen an den Distrikt Ricardo Palma, im Norden an den Distrikt San Mateo de Otao, im Osten an den Distrikt San Bartolomé sowie im Süden an den Distrikt Santiago de Tuna.

## Ortschaften
Im Distrikt gibt es neben dem Hauptort folgende größere Ortschaften:
- Corcona (1509 Einwohner)